# 思春期未滿
《思春期未滿》是日本漫畫家渡瀨悠宇創作的日本漫畫作品。於小學館漫畫雜誌《Sho-Comi》1991年2月號開始連載。單行本全3卷。
另有兩部續集：《續·思春期未滿》（続・思春期未満お断り）全3册、《思春期未满 番外篇》（思春期未満お断り 完結編）全一册。

## 故事簡介
樋口飛鳥在母親去世後獨自到東京都尋找生父，然而只知道生父的姓氏為「須藤」，故經常撲空。剛巧碰到“弟弟”須藤真斗及“妹妹”須藤和沙，就開始寄住於須藤家，等待與父親見面的機會。及後飛鳥發現真斗非親弟弟，開始漸生情愫。但當真斗亦開始戀上飛鳥之同時，飛鳥開始逃避真斗。最後，飛鳥的親生父親矢城老師出現，解開所有疑團，令有情人終成眷屬。

## 人物介紹

### 主要角色
本段資料主要參考《思春期未滿》台灣中文版單行本第一卷（黃瑾瑜譯，大然文化1993年11月初版一刷、1995年6月初版九刷，ISBN 957-725-784-4）所記載的官方設定資料。
樋口飛鳥（樋口飛鳥（ひぐち あすか））
女主角，1974年7月28日生，星座為獅子座，血型為O型，身高163公分，體重50公斤，右眼視力1.5，左眼視力1.2，三圍為86公分、58公分、87公分。是須藤真斗的女朋友，年齡比真斗大一歲。
飛鳥是矢城老師與及其前女友樋口一惠的私生女，在北海道一個偏遠小鎮度過童年時期。由於是私生女，童年時期的她常被鎮內兒童欺負。一惠日以繼夜工作，無法陪在飛鳥身邊；飛鳥得不到父母的愛，開始蹺課、抽菸、結交不良少年少女，但當時已開始夢想成為體育老師。直到一惠罹患癌症，臨終前才承認自己為了幫飛鳥圓夢而抱病工作賺錢；飛鳥頓時悔悟，戒菸、不再蹺課、不再結交不良少年少女，轉而虛報年齡去工作以支付生母的醫藥費。
她13歲時以非體操隊員身份參加中學生體操競技大會，代替缺席的正式選手上場，獲得大會最高分。初登場時是騎重型摩托車的不良少女，為了尋找親生父親而獨自到東京，與真斗、和沙同住，轉學就讀清領學園國中部，其後直升同校高中部。由於曾被留級，故與真斗同年級。在與矢城老師相認後，依矢城老師的本姓，改姓須藤。
她喜歡的人、事、物：①豬肉、沙拉、蛋糕、醬菜；②運動；③做料理；④有男人味、誠實、溫柔的男孩子。
她的個性：①是「想做什麼就做什麼」的行動派；②只要有人拜託她，她絕不會拒絕；③看似很會處理事情，其實十分少根筋；④感情豐富，外表堅強，卻很愛哭。
須藤真（須藤真斗（すどう まなと））
男主角，1975年7月4日生，星座為巨蟹座，血型為B型，身高177公分（成長中），體重66公斤，兩眼視力皆為1.5。是矢城彥之子，飛鳥的男朋友，和沙無血緣關係的哥哥，清領學園國中部及高中部學生。
他幼時曾住在育幼院，當時的他會偷竊等犯罪，是院內的問題兒童。
他擅長空手道，國中時期曾是空手道社主將。由於正值青春期，性格有點好色；偶爾會對飛鳥性騷擾（例如共乘飛鳥的重型摩托車時，將雙手手掌貼在飛鳥的裙襬），然後被飛鳥打一巴掌。他嘴巴很壞但心地善良，很疼愛和沙；他也是一個寂寞又愛撒嬌的人，飛鳥就是他最好的撒嬌對象。由於和沙的緣故，他在認識飛鳥以前總是沒有女朋友。
他在高中二年級時與親生母親返回美國並改姓藤崎，一年後（《思春期未滿 番外篇》設定的時間點）返回日本並與飛鳥結婚。
他喜歡的人、事、物：①除了韭菜以外的全部食物；②運動；③活潑、性格好、不做作的女孩子；④尤其喜歡胸部豐滿的女孩子。
須藤和沙（須藤和沙（すどう かずさ））
第二女主角，1976年2月15日生，星座為水瓶座，血型為AB型，身高160公分，體重50公斤，右眼視力1.0，左眼視力1.2，三圍為80公分、58公分、85公分。是真斗無血緣關係的妹妹，飛鳥的親生妹妹，清領學園國中部及高中部學生。有重度戀兄情結。喜歡的食物是魚肉、雞蛋、優酪乳。
她喜歡對真撒嬌，對周遭的人很冷淡，卻懂得如何討男孩子的歡心。她外表堅強，內心非常害怕寂寞。
速水透（速水透（はやみ とおる））
男配角，1975年4月3日生，星座為牡羊座，血型為B型，身高178公分（成長中），體重67公斤，兩眼視力皆為2.0。是清領學園國中部及高中部學生，真斗的損友。國中時期的他是國中部不良少年的老大，喜歡抽菸、飲酒、打架、搭訕，喜歡有魅力、有韻味、堅強又可愛的女孩子。他打架時表情兇狠，但本性開朗活潑，平時待人和善。他曾與多個女孩子交往，但從未同時與兩個以上的女孩子交往。他曾喜歡比自己年長的女性，但被甩了。飛鳥擊退校外不良少年之後，他尊稱飛鳥為「大姐頭」；但飛鳥明確表示，自己轉學並非為了當不良少年老大。

### 次要角色
神谷陽子（神谷陽子（かみや ようこ））
清領學園國中部及高中部學生，家境富裕，國中時期兼任體操隊隊長與學生會會長，視飛鳥為競爭對手，愛慕真斗。曾在國中部畢業典禮中擔任畢業生致詞代表。
矢城老師
清領學園體育老師，一惠的前男友，飛鳥的親生父親。《思春期未滿》未提及其名。《续·思春期未满》提及其真實姓名為須藤峻，真實身分為清領學園理事長。
從飛鳥、真與和沙升上高中一年級起算的18年前，由於矢城彥的介紹，一惠開始與矢城老師交往；但當時矢城老師的父母另外找了一門親事：與和沙的親生母親結婚。一惠知道矢城老師將與和沙生母結婚，遂不告而別；但矢城老師與和沙生母結婚不久即離婚。9年後，矢城老師得知一惠與矢城彥已相繼逝世，遂領回真斗與和沙。他認識飛鳥之後，確認飛鳥是一惠與他的親生女兒；但他沉默了半年，才與飛鳥相認。
他曾是正規的空手道選手，因罹患急性白血病而病倒，被迫放棄選手生涯，尚未完全治癒即接獲清領學園通知任教。飛鳥、真斗與和沙直升清領學園高中部之後，他成為同校高中部體操社男子組顧問。他在《思春期未滿》單行本第二至三卷有許多搞笑演出，是一個甘草人物。

### 其他角色
樋口一惠
矢城老師的前女友，飛鳥的親生母親，已因癌症病故。
矢城彥
矢城老師的學長，真斗的親生父親，已故。
關口老師
清領學園高中部體操社女子組顧問。
育幼院老師
真曾經住過的育幼院的老師，是一個年老且矮小的光頭男。在《思春期未滿》單行本第一卷中，他曾表態想將真斗帶回育幼院，但最後作罷。
志麻貴成
《续·思春期未满》單行本第一卷登場，清領學園國中部三年C班學生，眼鏡男，摘下眼鏡時的臉蛋幾乎與真斗一樣。曾在和沙的鞋櫃裡放情書，請求和沙與他交往。最後與和沙都同意分手。
園田
《续·思春期未满》單行本第一卷登場，陽子的第36號保鑣，愛慕陽子。
柴田昇馬
《续·思春期未满》單行本第二卷登場，矢城老師就讀高中三年級時同學柴田景子之子，在景子死後偽稱自己是矢城老師的私生子，混入須藤家，意圖強迫飛鳥與他性交，被真斗識破。
矢島昭博
《续·思春期未满》單行本第二卷登場，真斗的同學。
矢島由美子
《续·思春期未满》單行本第二卷登場，清領學園國中部二年F班學生，昭博的妹妹，個性內向，暗戀真斗，向真斗告白但被拒絕。
中津川
《续·思春期未满》單行本第二卷登場，清領學園高中部二年F班學生，游泳社社員。她嫉妒飛鳥比她晚入社卻被老師選為代表選手，遂揭發飛鳥與真斗當街接吻的事以逼飛鳥退社，但未成功。
高岡麻博
《续·思春期未满》單行本第三卷登場，清領學園高中部二年D班學生，女子籃球社主將，學年成績第一名，很受學妹喜愛。個性相當男性化，曾在飛鳥的鞋櫃裡放情書，把飛鳥約出來見面並強吻飛鳥，以宣示自己喜歡飛鳥。
多賀美仁
《续·思春期未满》單行本第三卷登場，清領學園音樂老師，速水透的前女友。在真斗與速水透就讀國中部二年級放牛班時來普通班當實習老師，在和沙安排下與速水透交往，曾與速水透在賓館性交。
矢城麻子
《续·思春期未满》單行本第三卷登場，矢城彥的前妻，真斗的親生母親。《思春期未满 番外篇》譯為真理子。因安慰正逢喪偶之痛的矢城老師，而與矢城老師性交，生下真斗。在真斗3歲時與矢城彥離婚，與一位姓藤澤（番外篇改為姓藤崎）的外交官（但在收養真斗後辭任外交官，自行創業）結婚而改姓藤澤，住在美國佛羅里達州。
藤崎辛蒂
《思春期未满 番外篇》登場，真斗繼父的女兒，與飛鳥同年。

## 出版書籍
思春期未滿
- 單行本

| 冊數 | 小學館         | 小學館             |
| 冊數 | 發售日期       | ISBN               |
| ---- | -------------- | ------------------ |
| 1    | 1991年6月26日  | ISBN 4-09-133751-1 |
| 2    | 1991年9月26日  | ISBN 4-09-133752-X |
| 3    | 1991年11月26日 | ISBN 4-09-133753-8 |

- 文庫版

| 冊數 | 小學館        | 小學館                 |
| 冊數 | 發售日期      | ISBN                   |
| ---- | ------------- | ---------------------- |
| 1    | 2009年3月14日 | ISBN 978-4-09-191881-9 |
| 2    | 2009年4月15日 | ISBN 978-4-09-191882-6 |
| 3    | 2009年4月15日 | ISBN 978-4-09-191883-3 |

續·思春期未滿
| 冊數 | 小學館        | 小學館             |
| 冊數 | 發售日期      | ISBN               |
| ---- | ------------- | ------------------ |
| 1    | 1993年2月26日 | ISBN 4-09-133754-6 |
| 2    | 1993年8月26日 | ISBN 4-09-133755-4 |
| 3    | 1994年3月26日 | ISBN 4-09-133756-2 |

思春期未滿 番外篇
| 冊數 | 小學館        | 小學館             |
| 冊數 | 發售日期      | ISBN               |
| ---- | ------------- | ------------------ |
| 全   | 2000年6月26日 | ISBN 4-09-133757-0 |

## 外部連結
- 思春期未滿（漫畫）在動畫新聞網百科全書中的資料（英文）